# Roberta Cowell
Roberta Elizabeth Marshall Cowell, nata Robert Marshall Cowell (Croydon, 8 aprile 1918 – Hampton, 11 ottobre 2011), è stata un'aviatrice britannica nonché la prima transessuale conosciuta ad essersi sottoposta, il 15 maggio 1951, a vaginoplastica, un metodo chirurgico inventato e messo in pratica dal dottor Harold Gillies. È, insieme a Coccinelle e Christine Jorgensen, una delle più note transessuali del dopoguerra.

## Biografia
Nata nel 1918 a Croydon, Robert Cowell, figlio di Sir Ernest Cowell (chirurgo di Giorgio VI) e di una assistente sociale, lasciò la scuola a 16 anni e, per i suoi interessi nel mondo dei motori, della auto da corsa e dell'aviazione, trovò lavoro presso la General Aircraft Co. a Hanworth. Nel 1941 si sposò ed ebbe due figli. Nel corso della seconda guerra mondiale divenne aviatore per la RAF e pilota di Spitfire, partecipando ad azioni di guerra.
Terminato il conflitto aprì una società ingegneristica per costruire auto e si dedicò alle corse d'auto. Intanto i rapporti matrimoniali si erano fatti tesi e divorziò dalla moglie. A seguito di una visita medica decise di sottoporsi all'operazione di vaginoplastica e ad una cura ormonale. Il 17 maggio 1951 l'ufficio anagrafico di Croydon sostituì il sesso da "maschile" a "femminile" sul certificato di nascita. Nel marzo 1954 una vacanza di Roberta Cowell sulla Riviera ligure destò l'interesse della stampa italiana, che le riservò persino una copertina del settimanale Oggi, il 13 aprile dello stesso anno.